# Ubiratan Pereira Maciel
Ubiratan „Bira“ Pereira Maciel (* 18. Januar 1944 in São Paulo; † 17. Juli 2002 in Brasília) war ein brasilianischer Basketballspieler.
Auf der Position des Centers spielend gewann er zwischen 1963 und 1981 insgesamt elf brasilianische Meisterschaften sowie fünfmal den brasilianischen Pokal. International bekannt wurde er vor allem durch seine Auftritte bei Olympischen Spielen und Weltmeisterschaften. Er führte die brasilianische Basketballnationalmannschaft zum Gewinn der Weltmeisterschaft 1963 und zum Gewinn der Bronzemedaille bei den Olympischen Spielen 1964. Bei der Basketball-Weltmeisterschaft 1967 konnte sein Team die Bronze- und 1970 die Silbermedaille erringen. Bei der Basketball-Weltmeisterschaft 1978 reichte es erneut für eine Bronzemedaille. Bei Panamerikanische Spielen konnte er eine Silber- und zwei Bronzemedaillen gewinnen.
Ubiratan Pereira Maciel wurde im Juli 1994 mit dem FIBA Order of Merit bei der Antrittsverleihung in Toronto ausgezeichnet und 2009 in die FIBA Hall of Fame aufgenommen. Im Jahre 2010 folgte die Aufnahme in die Naismith Memorial Basketball Hall of Fame als Spieler.

## Anmerkung
1. ↑  Anmerkung zur portugiesischen Namenskonvention: Ubiratan hatte zwei Familiennamen, Pereira und Maciel. Im portugiesischen Sprachraum wird für Kurzform, Anrede und Indexierung der letzte Namensteil herangezogen.

| Personendaten    | Personendaten                                                   |
| ---------------- | --------------------------------------------------------------- |
| NAME             | Maciel, Ubiratan Pereira                                        |
| ALTERNATIVNAMEN  | Pereira Maciel, Ubiratan (vollständiger Name); Bira (Spitzname) |
| KURZBESCHREIBUNG | brasilianischer Basketballspieler                               |
| GEBURTSDATUM     | 18. Januar 1944                                                 |
| GEBURTSORT       | São Paulo, Brasilien                                            |
| STERBEDATUM      | 17. Juli 2002                                                   |
| STERBEORT        | Brasília, Brasilien                                             |